# Stormyrtjärnen (Fjällsjö socken, Ångermanland)
Stormyrtjärnen är en sjö i Strömsunds kommun i Ångermanland och ingår i Ångermanälvens huvudavrinningsområde.